# Вергілій (Devil May Cry)
Вергілій або Верґілій (яп. バージル, гепб. Bājiru) – персонаж серії пригодницьких слешерів Devil May Cry від японського розробника і видавця Capcom. Був представлений у перший грі серії як бос на ім'я Нело Анджело (яп. ネロアンジェロ, гепб. Nero Anjero, що в перекладі з італійської «чорний янгол»).
Він один з двох синів диявольського лорда на ім'я Спарда, й – так само як брат – володіє демонічними силами. Він з'явився у трьох відеоіграх як головний антагоніст, що протистоїть своєму близнюкові Данте, а також у романі та манзі Devil May Cry, заснованих на однойменному аніме-серіалі. 
Він є одним з двох головних антагоністів «Devil May Cry 3» (2005) і фінальним босом «Devil May Cry 5» (2019), втім наприкінці гри стає антигероєм. Перезавантажений образ Вергілія також з'являється у відеогрі «DmC: Devil May Cry» (2013) року як лідер групи месників-ізгоїв, які прагнуть зупинити короля демонів Мундуса. 
У грі 2001 року Вергілій був спершу зображений як Нело Анджело – суперник Данте з точки зору рухів і зовнішнього вигляду. Незважаючи на очевидну смерть персонажа в дитинстві, творець Devil May Cry Камія Хідекі дозволив сценаристу «Devil May Cry 3» Бінґо Моріхаші змінити це, щоб у приквелі Вергілій був представлений дорослим. 
Персонаж був добре прийнятий відеоігровими виданнями, деякі з яких високо оцінили його як боса Devil May Cry. Його редизайн для перезапуску Ninja Theory також отримав схвальні відгуки, де його визнали навіть більш привабливим, ніж Данте.

## Історія створення
Багато персонажів серії були названі на честь героїв поеми італійського поета Данте Аліг'єрі «Божественна комедія», включно із Вергілієм. Тож його ім'я (англ. Vergil) було натхненне персонажем твору Аліг'єрі – Вергілієм (англ. Virgil).
Першочергове ім'я персонажа – Нело Анджело – є неправильним перекладом «Nero Anjero» («чорний янгол» італійською мовою). Через популярність персонажа ця помилка стала канонічною й збереглась у всій серії, включно із романами.
Спершу задумувалось, щоб Вергілій був убитий у ранньому віці, що й стало мотивацією його брата для помсти. Цю ідею було втілено у першій грі серії, втім сценарист Capcom Бінґо Моріхаші створив альтернативний сценарій, в якому Вергілій насправді живий. Камія Хідекі ж дав згоду на це коригування передісторії персонажа, й в результаті Вергілій з'явився як живий підліток у подіях «Devil May Cry 3».
Оскільки не існувало жодного дизайну для Вергілія, окрім його альтер-его Нело Анджело, Моріхаші був призначений відповідальним за розробку його зовнішнього вигляду. Персонаж був розроблений Дайґо Ікено для «Devil May Cry 3», а його форму для Devil Trigger створив Кадзума Канеко.
Моріхаші заявив, що ідея зобразити Вергілія з японським мечем Ямато існувала в попередніх дизайнах до виходу п'ятої гри. Моріхаші також зізнався, що розробка Вергілія була складною, оскільки, як старший серед близнюків, він повинен був бути привабливішим за Данте.